# Zool (computerspel)
Zool (Japans: ZOOLのゆめぼうけん) is een Brits computerspel, oorspronkelijk gemaakt voor de Amiga door Gremlin Graphics als tegenhanger van Sega's Sonic the Hedgehog. Het spel werd later ook uitgebracht voor de pc, de Archimedes, de Super Nintendo en ironisch genoeg de Sega Mega Drive. Er was veel publiciteit rond het spel en werd geleverd bij de nieuwe Amiga 1200.

## Spel
Zool is een ninja uit de nde dimensie, die gedwongen wordt te landen op Aarde. Om een ninjarang te halen moet hij zeven landen doorkruisen. Het spel is een platformspel, met een snelle gameplay, felle kleuren en een populaire soundtrack door Patrick Phelan, ook verantwoordelijk voor de Lotus 3 soundtrack.
Zool bevat een aantal ingebouwde spellen, waaronder een aantal arcadespellen, een schietspel en een spel dat alleen bereikt kan worden door Zool een speciaal deuntje te laten spelen op de piano.
Recensies van het spel waren zeer positief, mogelijk deels omdat er een behoefte was aan een mascotte voor de Amiga als tegenpool van Sonic. Er was ook kritiek omdat het spel zeer openlijk reclame maakte voor Chupa Chups, te zien in de eerste vier levels.

## Platforms
| Jaar | Platform                                                                                     |
| ---- | -------------------------------------------------------------------------------------------- |
| 1992 | Amiga, Arcade                                                                                |
| 1993 | Acorn 32-bit, Amiga CD32, Atari ST, DOS, Game Boy, SEGA Master System, SNES, Sega Mega Drive |
| 1994 | Game Gear                                                                                    |
| 2013 | BlackBerry                                                                                   |

## Ontvangst
| Beoordeeld door                | Platform           | Datum            | Score |
| ------------------------------ | ------------------ | ---------------- | ----- |
| Datormagazin                   | Amiga              | oktober 1992     | 90%   |
| GamePro (USA)                  | SNES               | februari 1994    | 90%   |
| ASM (Aktueller Software Markt) | DOS                | juni 1993        | 83%   |
| Power Unlimited                | Sega Mega Drive    | maart 1994       | 81%   |
| GamesCollection                | SEGA Master System | 23 november 2007 | 80%   |
| Svenska Hemdatornytt           | Amiga CD32         | december 1993    | 78%   |
| PC Player (Duitsland)          | DOS                | juni 1993        | 69%   |
| High Score                     | SNES               | augustus 1994    | 60%   |
| Power Play                     | DOS                | mei 1993         | 55%   |
| Defunct Games                  | Sega Mega Drive    | 26 juni 2012     | 42%   |

## Vervolg
Het vervolg, genaamd Zool 2, was qua gameplay zeer vergelijkbaar, maar had verbeterde graphics en een poging tot een verhaallijn. Het kreeg over het algemeen goede recensies, maar had niet de invloed van het eerste deel.

## Trivia
- Gremlin zei dat Zool niet genoemd was naar de bovennatuurlijke entiteit Zuul uit de film Ghostbusters.